# Ясачные люди
Ясачные люди — плательщики государственного налога общего характера — ясака, взимавшегося в царской России с народов Поволжья (с XV—XVI веков) и Сибири (с XVII века).
Ясачными людьми считались мужчины от 18 до 50 лет (позднее — с 16 до 60 за исключением больных и увечных), которых записывали в «Ясачные книги». Количество ясачных людей периодически проверялось повторными переписями, данные которых корректировались ясачными комиссиями.
Средством принуждения ясачных лиц к уплате ясака была шерть (присяга).
Кроме ясака, ясачные люди должны были нести в пользу государства различные натуральные повинности: дорожную, городовую, ямскую и др. Ясачные люди как категория населения просуществовали у народов Поволжья до 20-х гг. 18 в., когда ясак был заменен подушной податью. В Сибири согласно «Уставу об управлении инородцев» (1822) нерусское население было приравнено к русским крестьянам. В отношении некоторых народов, причисленных к «кочевым» или «бродячим» инородцам (якуты, тунгусы, чукчи и др.), обложение ясаком сохранялось до 1917 года.

## История
Первоначально «ясачными людьми» были в основном представители покоренных народов в тюркских ханствах — осколках Монгольской империи.
В Казанском ханстве «ясачными людьми» были казанские татары, чуваши, марийцы, южные удмурты, часть мордвы и русских,
В Касимовском ханстве — касимовские татары, часть мордвы и мещеры.
В Сибирском ханстве — сибирские татары, коми, манси, северные удмурты, зауральские башкиры, ханты и тюркоязычные племена: кипчаки, аргыны, карлуки, канглы, найманы.
В Пегой Орде — селькупы и кеты.
В Крымском ханстве — крымские татары, ногаи.
После присоединения Казани (1552 год) и других ханств русские цари «перевели на себя ясаки», которые местное население уплачивало ханам. Позднее эта практика была распространена и на народы Сибири.
Ясачные люди записывались в ясачные книги. Количество ясачных людей периодически проверялось повторными переписями. Их данные корректировались ясачными комиссиями (первая комиссия учреждена в 1763—69 годах в Тобольске и установила взамен индивидуального обложения взимание ясака «суммой со всего улуса», то есть округа, рода).
Средством принуждения ясачных людей к ясаку, который являлся внешним выражением подданства, была шерть (присяга). В случае невыплаты сборщики ясака иногда брали из числа местной знати заложников (аманатов), которых намеренно содержали в плохих условиях.
Тяжесть ясака и злоупотребления при взимании его вызывали рост недоимок, обнищание ясачных людей и нередко приводили к волнениям и восстаниям.
Башкиры платили ясак с пахотной земли или с охотничьих промыслов и бортевых угодий пропорционально их величине, что расценивалось как подтверждение прав на землю; отказ от уплаты ясака — как ответная мера на нарушения прав-вом условий договора о вхождении Башкирии в состав России. Указом от 16 марта 1754 года башкиры были освобождены от ясака и обложены обязанностью покупать соль из казны (по 35 коп. за пуд). Этот акт был воспринят башкирами как лишение их вотчинных прав, что послужило одной из причин башкирского восстания 1755—56 годов.
Ясачные люди Среднего Поволжья во 2-й половине XVI — 1-й четверти XVIII веков пользовались землями, находившимися во владении общин и составлявшими собственность государства, являлись данниками государства, были прикреплены к ясачной земле, не имели права покидать её.
Они платили государству ренту-налог — денежный и хлебный ясак, ямские и полоняничные деньги, оброки за бортные ухожаи, рыбные ловли, бобровые гоны и др. пошлины. Выполняли также и ратную повинность (с 3 ясаков по 1 воину на войну), с 1705 года — рекрутскую повинность, заготовляли лес «для низового отпуска» (см. Лашманы) и пр. Иногда вместо исполнения повинностей платили деньги.
В Казанской земле, например, в 1625 году числилось более 40 тысяч фактических дворов ясачных людей, в 1681 году около 70 тысяч дворов, в 1710 году в Казанской губернии — 91 тысяча дворов.
Начиная от Саратова и южнее ясачных людей было не много, они были переселены сюда со Средней Волги и Урала, для обслуживания, в основном солевых трактов. Эти группы ясачных людей, в силу своего, достаточно южного положения, по сравнению с другими группами ясачных людей Поволжья и Урала, испытывали на себе значительное влияние народов приходивших на юг Поволжья через Прикаспий и Кавказ, в основном с торговыми, но и порой и военными целями.
На Урале и в Сибири перевод ясачных людей в разряд государственных крестьян ускорился после принятия в 1822 году «Устава об управлении инородцев». Он разделил неславянское неправославное (инородческое) население на три категории, и часть его была приравнена к крестьянам.
У отдельных категорий «инородцев» Восточной Сибири, причисленных к «кочевым» или «бродячим» народам (тунгусы, чукчи, якуты и др.), ясак как форма податной зависимости сохранялся до февраля 1917 года. При этом в результате сокращения численности пушных зверей, особенно соболя, и в связи с развитием товарно-денежных отношений в конце XIX — начале XX вв. «мягкой рухлядью» он взимался только с «носовых» чукчей, юкагиров и с майских тунгусов (эвенков), остальные ясачные люди платили его деньгами.